# 长尾隐蜂鸟
长尾隐蜂鸟（学名：Phaethornis superciliosus），也称东长尾隐蜂鸟，是雨燕目蜂鸟科的一种鸟类。
长尾隐蜂鸟体重约6.3克，翼长约58.4毫米，嘴峰长约40.3毫米，喙宽度约2.8毫米，喙厚度约2.8毫米，跗蹠长约4.7毫米，尾长约65.2毫米。长尾隐蜂鸟在其分布区内为留鸟，其栖息在密集的高大树木组成的森林中，食性为草食性，主要食物来源是植物的花蜜。

## 亚种
- ：分布于委内瑞拉南部至苏里南和巴西西北部。
- ：分布于亚马逊以南的巴西北部（帕拉州和马拉尼昂州）。[4]